# Otto Eduard Neugebauer
Otto Eduard Neugebauer, avstrijsko-ameriški matematik, astronom, zgodovinar astronomije in matematike, * 26. maj 1899, Innsbruck, Avstrija, † 19. februar 1990, Princeton, New Jersey, ZDA.
Neugebauer je najbolj znan po svojem delu o zgodovini astronomije. Nekateri ga imajo za najizvirnejšega in najproduktivnejšega zgodovinarja naravoslovja ali celo znanosti našega časa. Z raziskovanjem glinenih tablic je odkril, da so starodavni Babilonci o matematiki in astronomiji vedeli veliko več kot so se zavedeli prej.
Po njem se imenuje asteroid 3484 Neugebauer.